# 鐵獅玉玲瓏
〈鐵獅玉玲瓏〉是三立電視綜藝節目《黃金夜總會》單元，原型是蓬萊仙山民間說唱藝術節目《錦裙玉玲瓏》，主要表演者是許效舜與澎恰恰。該單元1999年6月10日首播，直至2002年為止。
根據2002年時任國立台灣師範大學大眾傳播研究所所長林東泰發表的研究，該單元表演方式之所以深受年輕族群喜愛，因為以超文本（hypertext）和超連結（hyperlink）的手法將語音不斷連結和延伸，製造嶄新的另類語境，並採取前所未有的遊戲態度對待數千年悠久歷史的語音符號意義。而這種連結與延伸的形式，與網路超文本的非線性（nonlinear）和多面向（multi-dimensional）的風格有異曲同工之妙，相當反映當前「e世代」網路族的行為模式和用語特性，因此受到當時的網路族普遍熱愛。

## 起源
之所以有〈鐵獅玉玲瓏〉的成品，是出自許效舜於某日觀看電視節目時切換至蓬萊仙山頻道，隨即留意當正播映的一個民間說唱藝術節目《錦裙玉玲瓏》，而由兩名身穿古裝的年長女性主持：
寶貴（本名陳寶貴）手持紅色絲巾，負責故事主講與推銷膏藥；寶珠（本名陳美珠）手抱琵琶，負責掌控現場氣氛與音樂演奏。許效舜隨即有靈感，後向師父澎恰恰提議；澎恰恰再行告知製作單位，結果得到一致認同，並逐步進行內容研討。單元名稱則採自澎恰恰拍攝之天良生物科技「鐵獅牌腎氣膀胱丸」電視廣告的「鐵獅」二字與《錦裙玉玲瓏》的「玉玲瓏」三字，定名為〈鐵獅玉玲瓏〉。
另外，許效舜於921大地震當晚，在震央附近的南投縣埔里鎮山區錄製外景節目《在台灣的故事》；導演在埔里觀音瀑布被落石擊中，13天後不治身亡，使許效舜體會台灣遭受天災所引致的悲悽情緒，望能讓民眾快樂。

## 人物
以下人物介紹皆穿著古裝，女性舞者除外。
- 貴寶：許效舜飾演，角色名稱取自寶貴

珠寶的妹妹。負責故事主講。
外表常見特徵是掛入花朵髮飾之假黑短髮與眉間（或附額頭、鼻樑）仿果子狸結合京劇角臉譜妝容；早期則未採用，並配戴眼鏡（因為許效舜有近視）。
經常被迫離座跳舞，由珠寶或NONO使用自有樂器勒令，原因包括隨意編造故事情節、偏離主題、激烈節奏作響或使用詞語超過尺度等。
- 珠寶：澎恰恰飾演，角色名稱取自寶珠

貴寶的姐姐。負責彈奏電吉他並輔助單元進行。
時常替換假髮。
- 爵士鼓手：NONO飾演

負責敲打爵士鼓，身旁附一具太鼓供舞獅時或應劇情需要演奏（早期只有銅鈸）；亦常與兩位主角談話互動。
〈鐵獅玉玲瓏〉尚未播映前，NONO擔任三立電視的攝影助理與道具工作人員，參與表演則為自願。
- 二胡手、琵琶手：飾演者不定，所持樂器是假的，以都拉斯較廣為人知

陪襯性質，僅在佈景一旁並配合音樂假裝伴奏；但隨單元發展，除了偶與貴寶舞獅，甚至獨挑大樑、各自表演，如民俗舞蹈或彩帶舞等。
- 女性舞者：負責伴舞，通常一次指派兩位出場。中後期舞群擴充成兩組，一組為年輕貌美的年輕舞群：另一組為較為豐腴的合肥舞群，其中一位為藝人白雲，另一位則是馬蘭。

## 表演形式
早期數集〈鐵獅玉玲瓏〉仍有強烈的《錦裙玉玲瓏》仿造意味：由貴寶承擔極多數戲分，其他人物輔助單元進行、甚少互動，亦保留「工商服務時間」（插播廣告），並以正經口吻引導搞笑作風；經過半餘年演變後，娛樂化趨勢更見顯著，替往後的〈鐵獅玉玲瓏〉建立基底，而假二胡手、假月琴手和女性舞者也是隨之增加。
內容以說唱各種歷史故事或傳說為重，並將曲藝表演與近代風行的冷笑話、無厘頭文化與諧音字結合，且涉及多數戲謔手法，亦常貶低偉人、英雄或神明等之崇高地位，甚至加入禁忌話題。即呈現古今融合之效，亦表示單元具有強烈玩笑意味，不得完全當真；但如此與既有概念衝突，無疑替〈鐵獅玉玲瓏〉製造顛覆常態、輕鬆詼諧的表演空間。使用語言則是台語為主、國語為輔。
單元開始前演奏開場音樂，隨後貴寶講「歡迎收看」、二人（或與NONO）再合講「鐵獅玉玲瓏啊！」，再開始演唱主題曲。兩人唱完後向觀眾問候（偶時穿插橋段）並正式進入單元。
通常在劇情發展達到轉折或珠寶向貴寶發問時，貴寶常以「是的」或貴寶在先、珠寶在後的回應「話若欲講透更，目屎是掰袂離」回應，隨後珠寶和NONO往往同彈吉他低音La五聲、同敲五次鼓；或是直接繼續。
若貴寶講到一個段落（尤其偏離主題、措詞超過尺度或被認定效果差勁），珠寶或NONO將演奏自有樂器以勒令貴寶離座跳舞：通常採用〈墓仔埔也敢去〉的前奏為背景音樂，並與兩位女性舞者跳舞，跳至累倒為止或繼續歌舞表演後結束，有時則是（加）跳「敬禮舞」、舞獅、非洲舞或其它類型的舞蹈；而珠寶或其他人員於少數狀況下也會被迫如此。
直到單元末端，先由貴寶與珠寶向觀眾道別（通常是以「下回請你繼續收看，鐵獅玉玲瓏啊！」類似句式為主），再以相同主題曲完結，但經常視單元發展而定，如多次結束後切入分支橋段、情況混亂引致潦草收場、以其它音樂或改寫歌詞演唱進行片尾音樂等額外情況。
許效舜與澎恰恰曾在臺灣綜藝節目《康熙來了》〈令人懷念的電視經典角色〉單元透露：〈鐵獅玉玲瓏〉爆紅之後，他們曾想邀寶貴與寶珠來見面；但寶貴與寶珠認為貴寶與珠寶是在醜化她們，因此拒絕。

## 音樂
以下介紹以典藏版（VCD／DVD）收錄單元為主，台語發音為甚，用字則與中華民國教育部《臺灣閩南語常用詞辭典》網站對應。

### 主題曲
翻唱自曾仲影譜寫之曲調《狀元樓》（台灣電影《蛇美人》配樂之一，後獲坊間歌仔戲採用）；並由澎恰恰重新填詞。
片尾常受單元發展影響，變化性高，則不詳列各單元演唱內容。
- 初版

片頭與片尾歌詞皆同。
|  | 前面來了美嬋娟 生做是古錐真迷人 公子過獎不敢當 奴家本是出外（鄉下／做田）人 |

- 正式通用版本

|  | 許效舜：阮是可愛的女紅妝，生做是古錐啊淡薄仔俗（真迷人） 澎恰恰：希望（祝福／祝）恁平安又快樂，歡迎恁（做伙來）收看鐵獅玉玲瓏 |

|  | 許效舜：阮是可愛的女紅妝，生做是古錐啊淡薄仔俗（真迷人） 澎恰恰：希望（祝福／祝）恁平安又快樂，下回請收看鐵獅玉玲瓏 |

### 經典插曲
以下僅陳列常用或片段較長者。

#### 翻唱
- 〈墓仔埔也敢去〉：原曲〈恋をするなら〉，由橋幸夫演唱；翻唱版本首唱為葉啟田

貴寶跳舞時最常使用之配樂。經常只採用間奏；若隨後有接唱歌曲，也可能以其它曲目取代。
- 〈PIPELINE〉：純演奏音樂，俗稱〈管路〉

- 〈小乖乖〉：童謠

|  | 誰從牧場那邊來 ha-le-hee ha-le-ho 請你過來猜一猜 ha-le-hee-hey-ho 她就是我的小乖乖 ha-le-hee ha-le-ho 她就是我的小乖乖 ha-le-hee-hey-ho |

#### 改編
- 〈生命之杯〉：原唱瑞奇馬汀

貴寶跳舞時常用配樂之一。
|  | 夠了夠了夠了 好累好累好累 |

- 〈青春嶺〉：原唱王福與秀鑾

將其改成「感人嶺」並演唱「雙人行到感人嶺」，此三字亦曾單獨延用至其它橋段。
- 〈El Cumbanchero〉：原為純演奏音樂，以填詞演唱

貴寶跳舞時常用配樂之一。
|  | 你甲我兩人是一對愛人 你甲我兩人是一對愛人 愛來愛去愛來愛去愛來愛去愛來愛去 啊 愛人 你甲我兩人是一對情人 你甲我兩人是一對情人 舂來舂去舂來舂去舂來舂去舂來舂去 啊 情人（冤人） 啊 不通甲我打會痛 啊 不通甲我打真痛 |

- 〈風吹風吹〉：原唱江蕙、南方二重唱

|  | 風吹 風吹 風中吃西瓜 誰人會知屁股會開花 鹽分欲不控制 血管就會硬 吃虧欲不計較 阮是家己的 |

- 〈我愛中華〉

|  | 郭美珠 楊麗花 為著生活來唸歌 因為我是劉德華 因為我是周潤發 |

#### 原創
- 〈亞蘭亞蘭虛累累〉

|  | 起來給我坐 攑一个椅子來乎我坐 亞蘭亞蘭虛累累（*2） |

- 未命名

以數來寶的方式呈現。
|  | 古早古早蕃薯食到飽 拄到恁公佮恁媽 恁公恁公錢真濟 恁媽恁媽肉真白 恁公恁公錢哪算 恁媽恁媽褲哪褪 |

## 語錄
以下句子以台語發音為主，用字則盡量與教育部《臺灣閩南語常用詞辭典》網站對應。
1. 「是的」[5]。
2. 「話那欲講透支，目屎是掰袂離」[6]。
3. 「人看人呵咾，鬼看鬼跋倒」[12]。
4. 「個人造業個人擔」[13]。
5. 「就在仝一个時陣的仝一个時間」[14]。
6. 「代誌毋是憨人（你）想的遐爾簡單」[15]。
7. 「龜笑鱉無尾，鱉笑龜頭短短，虎看貓無皮，貓看虎頭纍纍，獅向牛回失禮，牛問獅你娘咧？」[16]。
8. 「瞞者瞞不識，識者不能瞞，實不相瞞，有閒來基隆廟口食紅燒鰻」[17]。
9. 「千拜萬拜，不如國農規箱攑來拜」[18]。
10. 象王蚊香廣告詞：「象王蠓仔香，沒啥麼煙、沒啥麼煙；象王蠓仔香，點很久、點很久」[19]。

## 榮譽
2001年8月2日，中華民國副總統呂秀蓮在總統府接見許效舜與澎恰恰，肯定他們對本土化表演藝術的貢獻。2001年9月7日，呂秀蓮出席三立電視7週年台慶，感謝《鐵獅玉玲瓏》。

## 相關商品
- 《鐵獅玉玲瓏 典藏版》

影音專輯，三立電視授權、亞韻國際發行，收錄電視公開播映的〈鐵獅玉玲瓏〉多數內容。
有DVD和VCD雙版本：VCD版全套30集、一集三篇，分為出租版與正式販售版；DVD版分為30集版（一集三篇）和15集版（一集六篇）。
- 《鐵獅玉玲瓏》專輯

2001年6月25日於三立電視總部發表，收錄另外錄製的兩則故事「新西螺七崁」與「民族英雄廖添丁」。
- 《鐵獅玉玲瓏之鐵獅前進校園》

影音專輯，收錄〈鐵獅玉玲瓏〉校園巡迴內容，有國立海洋大學／中原大學／國立嘉義大學篇、天主教輔仁大學篇、嘉南藥理科技大學篇、東海大學篇、國立中山大學篇與國立清華大學篇。

## 現場表演

### 江蕙演唱會特別嘉賓
自歌手江蕙的《高雄初登場》至《戲夢·江蕙》兩次大型演唱會，許效舜與澎恰恰以特別嘉賓身分表演〈鐵獅玉玲瓏〉。
- 2008年《高雄初登場》演唱會

12月5日：高雄巨蛋
12月6日：高雄巨蛋
- 2010年《戲夢·江蕙》演唱會

9月25日：台北小巨蛋
9月26日：台北小巨蛋
10月1日：台北小巨蛋
10月2日：台北小巨蛋
10月3日：台北小巨蛋
10月9日：高雄巨蛋
10月10日：高雄巨蛋
11月6日：國立臺灣體育學院體育場

### 大型Live秀
該單元繼逐漸淡出電視圈之後，以不定期現場表演及參與特別節目錄影為主。2011年首度舉辦大型Live秀，內容特別講究推陳出新；舉辦場次目前僅兩場：
- 2011年10月8日：台北國際會議中心
- 2011年11月6日：高雄巨蛋

與「2011高雄風雲戲獅甲－八國聯軍‧眾神拼台」聯合舉辦，分為初賽與決賽，各於同月5日及6日舉辦；但〈鐵獅玉玲瓏〉單元只在決賽表演。

## 衍生作品
〈鐵獅玉玲瓏〉獲得迴響之後，該單元前往無線電視台同步發展，並經過多次變革，期間均修改名稱和微調細部，除〈台灣玉玲龍〉更動甚多。

### 第一作：無敵玉玲瓏
- 播映頻道：華視
- 節目名稱：無敵星期六
- 單元名稱：無敵玉玲瓏
- 播映期間：待查
- 單元簡介：

總共播映12次。
開放大量觀眾參與錄影，單元中期加入節目主持人胡瓜、許傑輝和從從串場，且處罰加入結尾口號「金鐘獎，有希望」。另有續作《歡喜玉玲龍》所無的服裝轉變。
前五集的爵士鼓手仍是NONO，隨後由從從接手擔任。
《無敵星期六》停播後之承繼節目《歡樂在周六》曾設立選秀單元〈校園玉玲瓏〉：開放二人一組報名參賽，每週有三組參賽。

### 第二作：歡喜玉玲龍
- 播映頻道：中視
- 節目名稱：歡喜玉玲龍
- 單元名稱：歡喜玉玲龍
- 播映期間：2001年4月－2002年4月
- 除了維持主題單元〈歡喜玉玲龍〉的演出外，許效舜與澎恰恰亦升格節目主持人。其餘介紹請參照同名條目。

### 第三作：台灣玉玲龍
- 播映頻道：台視
- 節目名稱：台灣強強滾：花開富貴（週六）、金玉滿堂（週日）
- 單元名稱：台灣玉玲龍
- 播映期間：2002年4月－2002年10月
- 單元簡介：

由於力求改變，大幅調整表演形式，改變部分如下：
服裝風格採用1960年代元素居多，並在單元後段加入台語教學片段。
表演者許效舜與澎恰恰扮演妯娌關係的二嫂和大嫂；並因加強相聲元素，使兩人的表演份量更顯平均，也從坐著變成站立說唱。
其他人物基本保留爵士鼓手（由戎祥擔任），並各增兩位置於佈景旁的男性伴舞與女性伴舞。
處罰由「人肉大車輪」、「繞著地球跑」和「鋼管舞」取代。
開場音樂更改；主題曲則是翻唱自Daniel Boone〈Beautiful Sunday〉。開場口號是「咱在地人的節目，台灣人的上愛，歡迎收看台灣玉鈴龍啊！」，收場口號亦僅單元名稱不同。
該節目於2002年10月停播。

## 續作

### 週末玉玲瓏
- 播映頻道：華視
- 節目名稱：愛上星期六
- 單元名稱：週末玉玲瓏
- 播映期間：2004年5月
- 單元簡介：

經過兩年左右，許效舜與澎恰恰再以華視綜藝節目《愛上星期六》單元〈週末玉玲瓏〉短暫復出，並重新採用〈鐵獅玉玲瓏〉的表演形式。

### 精神傳承
王偉忠與廈門衛視聯合製作2008年除夕特別節目《歡喜大圍爐 2008兩岸閩南話春節晚會》，由中視、廈門衛視、中天電視與Astro集團合作播出，許效舜與澎恰恰重現〈鐵獅玉玲瓏〉。
許效舜與澎恰恰為傳承《黃金夜總會》精神，2011年11月起再度合作主持節目《超級夜總會》。而除了短劇單元〈澎公與憨舜〉中參雜不少〈鐵獅玉玲瓏〉的經典語錄，其亦在2012年與2013年的除夕特別節目重現。
2023年三立電視農曆新年除夕特別節目，2023超級華人風雲大賞，第四輪PK穿越時空經典秀，由澎恰恰(飾珠寶)、 許效舜 (飾貴寶)、NONO(鼓手)合演兔年玉玲瓏，重現鐵獅玉玲瓏經典！

### 電影
2014年1月，由澎恰恰執導的同名電影《鐵獅玉玲瓏》上映，由澎恰恰、許效舜、姚元浩、柯佳嬿等主演，並召集許多藝人客串。
2015年2月上映《鐵獅玉玲瓏2》，由澎恰恰執導的同名電影澎恰恰、許效舜、陳亞蘭、阿喜、高捷、張睿家、李千那、蔡昌憲、豆花妹、蔡旻佑、暉倪等，2014年8月26日開拍記者會，於9月6號開拍。

## 注腳
1. 1 2 3 4  . 台灣咁仔店.   [2013-02-20]. （原始内容存档于2013-09-21） （中文（繁體））.
2. ↑  4-B1. 林東泰. 笑看「鐵獅玉玲瓏」：語音延異遊戲（The Jade Dragon: A Phonetic Differance Game）[永久]. 中華傳播學會2002年年會論文, 2002.
3. ↑  . 自由時報. 2002-09-17  [2013-02-20]. （原始内容存档于2010-05-14） （中文（繁體））.
4. ↑  將台視綜藝節目《五燈獎》每段廣告結束後的開場音樂升高一個音調而成。
5. 1 2  據許效舜在《康熙來了》〈令人懷念的電視經典角色〉單元親口表示，「是的」發音源自藝人徐熙娣（小S）的名字諧音。
6. 1 2  意即「話若要講到底，眼淚是擦不完。」
7. 1 2  .   [2013-02-20]. （原始内容存档于2013-06-21） （中文（繁體））.
8. ↑  曾擬名為〈慶中秋〉，而歌仔戲引入後多半用於狀元及第之場合，故被廣泛稱為〈狀元樓〉或〈慶高中〉。
9. ↑  取原歌詞「Go, go, go!　Ale, ale, ale」諧音而來，代表跳舞跳到很累的意思。
10. ↑  「感人嶺」發音即為三字經諧音。
11. ↑  台語「舂」意同國語「揍」，「舂」與「情」發音相近。
12. ↑  意即「每個人看到都會稱讚，而鬼看到都會跌倒。」，亦是貴寶在自我介紹時最常搭配標語。
13. ↑  意即「自己所造的業障，後果自己承擔。」
14. ↑  「仝一个時陣」與「仝一个時間」意似，同樣代表「就在同一個時候。」
15. ↑  意即「事情不是愚笨的人（你）想的那麼簡單」。
16. ↑  前二句改編自「龜笑鱉無尾，鱉笑龜粗皮」，而「獅你娘」是髒話諧音。
17. ↑  末句意即「有空來基隆廟口吃紅燒鰻」。
18. ↑  意即「千次拜、萬次拜，不如國農整箱拿來拜」，改編自國農牛乳廣告詞「千拜萬拜，不如規箱的國農攑來拜」。
19. ↑  意即「象王蚊香，沒什麼煙、沒什麼煙；象王蚊香，點很久、點很久」，「點很久、點很久」是國語。
20. ↑  孫仲達. . 中央通訊社（文建會國家文化資料庫蒐藏）. 2001-08-02  [2013-02-21] （中文（繁體））.[永久]
21. ↑  整體色彩趨向鮮艷化，未算入往後的表演與特別節目。
22. ↑  台視節目部企劃製作組. . 台視. 2002-04-25  [2013-02-21]. （原始内容存档于2014-07-20） （中文（繁體））.
23. ↑  意即「我們在地人的節目，台灣人的最愛，歡迎收看台灣玉鈴龍啊。」
24. ↑  ,   [2023-02-09], （原始内容存档于2023-04-19） （中文（中国大陆））
25. ↑  YouTube上的賀歲強檔電影《鐵獅玉玲瓏》正式預告

## 變遷
| 三立台灣台 單元劇                                | 三立台灣台 單元劇                                  | 三立台灣台 單元劇                                   |
| ------------------------------------------------ | -------------------------------------------------- | --------------------------------------------------- |
|                                                  | 鐵獅玉玲瓏 （1999年6月10日－2002年間）             |                                                     |
| 待查                                             | 待查                                               |                                                     |
| 週一～五17:00－18:00                             |                                                    |                                                     |
| 待查                                             | 鐵獅玉玲瓏（重播） （2001年1月30日－2001年4月3日） | 阿扁與阿珍（重播） （2001年4月4日－2001年6月20日）  |
| 週一～五17:00－18:00                             |                                                    |                                                     |
| 天地有情（重播） （2004年5月11日－2005年4月1日） | 鐵獅玉玲瓏（重播） （2005年4月4日－2005年6月6日）  | 負君千行淚（重播） （2005年6月7日－2005年10月24日） |